# Coupe du monde de cyclisme sur piste 1997
Navigation
Coupe du monde 1996 Coupe du monde 1998
La Coupe du monde de cyclisme sur piste 1997 est une compétition de cyclisme sur piste organisée par l'Union cycliste internationale. Cette quatrième édition se composait de 5 manches.

## Hommes

### Keirin
| Date         | Lieu              | Vainqueur       | 2e                    | 3e                  |
| ------------ | ----------------- | --------------- | --------------------- | ------------------- |
| mai 1997     | Cali              | Marty Nothstein | Frédéric Magné        | Jean-Pierre Van Zyl |
| mai 1997     | Trexlertown       | Darryn Hill     | Marty Nothstein       | Eyk Pokorny         |
| mai 1997     | Fiorenzuola       | Darryn Hill     | Yuichiro Kamiyama     | Pavel Buráň         |
| juin 1997    | Quartu Sant'Elena | Marty Nothstein | Alexandre Kiritchenko | Sergei Panasenko    |
| juillet 1997 | Athènes           | Pavel Buráň     | Ainārs Ķiksis         | Michael Scheurer    |
| août 1997    | Adélaïde          | Marty Nothstein | Jean-Pierre Van Zyl   | Sergei Panasenko    |

### Kilomètre
| Date         | Lieu              | Vainqueur             | 2e                    | 3e                    |
| ------------ | ----------------- | --------------------- | --------------------- | --------------------- |
| mai 1997     | Cali              | Sören Lausberg        | José Antonio Escuredo | Hervé Thuet           |
| mai 1997     | Trexlertown       | Arnaud Tournant       | Grzegorz Krejner      | José Antonio Escuredo |
| mai 1997     | Fiorenzuola       | Stefan Nimke          | Grzegorz Krejner      | Frédéric Lancien      |
| juin 1997    | Quartu Sant'Elena | Grzegorz Krejner      | Craig MacLean         | Damien Gérard         |
| juillet 1997 | Athènes           | José Antonio Escuredo | Grzegorz Krejner      | Dimitrios Georgalis   |
| août 1997    | Adélaïde          | Graham Sharman        | Grzegorz Krejner      | Takanobu Jumonji      |

### Vitesse individuelle
| Date         | Lieu              | Vainqueur           | 2e              | 3e               |
| ------------ | ----------------- | ------------------- | --------------- | ---------------- |
| mai 1997     | Cali              | Marty Nothstein     | Arnaud Tournant | Eyk Pokorny      |
| mai 1997     | Trexlertown       | Darryn Hill         | Marty Nothstein | Eyk Pokorny      |
| mai 1997     | Fiorenzuola       | Marty Nothstein     | Darryn Hill     | Jan van Eijden   |
| juin 1997    | Quartu Sant'Elena | Viesturs Berzins    | Ainārs Ķiksis   | Marty Nothstein  |
| juillet 1997 | Athènes           | Ainārs Ķiksis       | Lars Nielsen    | Viesturs Berzins |
| août 1997    | Adélaïde          | Jean-Pierre van Zyl | Ainārs Ķiksis   | Sean Eadie       |

### Vitesse par équipes
| Date         | Lieu              | Vainqueur                                                          | 2e                                                                      | 3e                                                                 |
| ------------ | ----------------- | ------------------------------------------------------------------ | ----------------------------------------------------------------------- | ------------------------------------------------------------------ |
| mai 1997     | Cali              | Grèce Dimitrios Georgalis Georgios Chimonetos Lampros Vasilopoulos | Allemagne Jens Fiedler Sören Lausberg Eyk Pokorny                       | Australie Sean Eadie Denny Day Darryn Hill                         |
| mai 1997     | Trexlertown       | Grèce Dimitrios Georgalis Georgios Chimonetos Lampros Vasilopoulos | France Frédéric Magné Hervé Robert Thuet Arnaud Tournant                | Pologne Grzegorz Krejner Marcin Mientki Grzegorz Trebski           |
| mai 1997     | Fiorenzuola       | Pologne Grzegorz Krejner Marcin Mientki Grzegorz Trebski           | Royaume-Uni Chris Hoy Craig MacLean Craig Percival                      | Japon Narihiro Inamura Keiji Kojima Noriaki Mabuchi                |
| juin 1997    | Quartu Sant'Elena | Pologne Grzegorz Krejner Marcin Mientki Grzegorz Trebski           | Pays-Bas Richard Rozendaal René Vink Stefan Vis                         | Russie Alexander Khromykh Alexandre Kiritchenko Valeri Potapov     |
| juillet 1997 | Athènes           | Grèce Dimitrios Georgalis Georgios Chimonetos Lampros Vasilopoulos | Espagne José Antonio Escuredo Salvador Melià José-Manuel Moreno Perinan | Royaume-Uni Chris Hoy Craig MacLean Craig Percival                 |
| août 1997    | Adélaïde          | Australie Sean Eadie Denny Day Anthony Peden                       | Pologne Grzegorz Krejner Marcin Mientki Grzegorz Trebski                | Nouvelle-Zélande Darren McKenzie-Potter Jason Craig Matthew Sinton |

### Poursuite individuelle
| Date         | Lieu              | Vainqueur             | 2e                    | 3e                   |
| ------------ | ----------------- | --------------------- | --------------------- | -------------------- |
| mai 1997     | Cali              | Alexei Markov         | Christian Vande Velde | Juan Oliver Martinez |
| mai 1997     | Trexlertown       | Alexei Markov         | Christian Vande Velde | Juan Oliver Martinez |
| mai 1997     | Fiorenzuola       | Andrea Collinelli     | Jens Lehmann          | Robert Karsnicki     |
| juin 1997    | Quartu Sant'Elena | Bradley McGee         | Heiko Szonn           | Alexander Simonenko  |
| juillet 1997 | Athènes           | Stefan Steinweg       | Philippe Ermenault    | Michael Sandstød     |
| août 1997    | Adélaïde          | Christian Vande Velde | Stuart O'Grady        | Robert Karsnicki     |

### Poursuite par équipes
| Date         | Lieu              | Vainqueur                                                                          | 2e                                                                                    | 3e                                                                     |
| ------------ | ----------------- | ---------------------------------------------------------------------------------- | ------------------------------------------------------------------------------------- | ---------------------------------------------------------------------- |
| mai 1997     | Cali              | Russie Anton Chantyr Eduard Gritsun Nikolay Kuznetsov Alexei Markov                | Nouvelle-Zélande Gary Anderson Brendon Cameron Timothy Carswell Lee Maxwell Vertongen | Espagne Adolfo Alperi Miguel Alzamora Isaac Gálvez Ivan Herrero        |
| mai 1997     | Trexlertown       | Russie Anton Chantyr Eduard Gritsun Nikolay Kuznetsov Alexei Markov                | États-Unis Mariano Friedick Adam Laurent Adam Payne Christian Vande Velde             | Espagne Adolfo Alperi Miguel Alzamora Isaac Gálvez Ivan Herrero        |
| mai 1997     | Fiorenzuola       | Ukraine Sergeï Tscherniowsky Alexander Simonenko Sergiy Matveyev Oleksandr Fedenko | Allemagne Robert Bartko Guido Fulst Markus Köcknitz Thorsten Rund                     | Italie Mario Benetton Adler Capelli Cristiano Citton Andrea Collinelli |
| juin 1997    | Quartu Sant'Elena | Ukraine Bogdan Bondarev Alexander Simonenko Sergiy Matveyev Oleksandr Fedenko      | Italie Mario Benetton Adler Capelli Michele Canevarolo Andrea Collinelli              | Allemagne Daniel Becke Guido Fulst Klaus Mutschler Sebastian Siedler   |
| juillet 1997 | Athènes           | Royaume-Uni Jonathan Clay Matthew Illingworth Bryan Steel Philip West              | Danemark Frederik Bertelsen Tayeb Braikia Michael Sandstød Jakob Piil                 | France Philippe Ermenault Carlos Da Cruz Franck Perque Jérôme Neuville |
| août 1997    | Adélaïde          | Nouvelle-Zélande Gary Anderson Brendon Cameron Timothy Carswell Gregory Henderson  | États-Unis Christian Vande Velde Mariano Friedick Adam Laurent Derek Bouchard-Hall    | Australie Nigel Grigg Baden Cooke Tim Lyons Luke Roberts               |

### Course aux points
| Date         | Lieu              | Vainqueur          | 2e                | 3e               |
| ------------ | ----------------- | ------------------ | ----------------- | ---------------- |
| mai 1997     | Cali              | Pavel Khamidouline | Joan Llaneras     | Juan Curuchet    |
| mai 1997     | Trexlertown       | Brian Walton       | Julian Dean       | Michael Sandstød |
| mai 1997     | Fiorenzuola       | Bruno Risi         | Juan Curuchet     | Ronny Lerche     |
| juin 1997    | Quartu Sant'Elena | Guido Fulst        | Silvio Martinello | Bruno Risi       |
| juillet 1997 | Athènes           | Michael Sandstød   | Bruno Risi        | Juan Curuchet    |
| août 1997    | Adélaïde          | Stuart O'Grady     | Jakob Piil        | Glen Thomson     |

### Américaine
| Date         | Lieu              | Vainqueur                             | 2e                                       | 3e                                          |
| ------------ | ----------------- | ------------------------------------- | ---------------------------------------- | ------------------------------------------- |
| mai 1997     | Cali              | Espagne Miguel Alzamora Joan Llaneras | Argentine Gabriel Curuchet Juan Curuchet | Nouvelle-Zélande Gary Anderson Glen Thomson |
| mai 1997     | Trexlertown       | Espagne Miguel Alzamora Joan Llaneras | Australie Brett Aitken Stephen Pate      | Argentine Gabriel Curuchet Juan Curuchet    |
| mai 1997     | Fiorenzuola       | Allemagne Carsten Wolf Guido Fulst    | Italie Silvio Martinello Marco Villa     | Espagne Miguel Alzamora Joan Llaneras       |
| juin 1997    | Quartu Sant'Elena | Suisse Kurt Betschart Bruno Risi      | Italie Silvio Martinello Marco Villa     | Pays-Bas Robert Slippens Tomas Post         |
| juillet 1997 | Athènes           | Danemark Jakob Piil Tayeb Braikia     | Italie Silvio Martinello Marco Villa     | Royaume-Uni Jonathan Clay Bryan Steel       |
| août 1997    | Adélaïde          | Suisse Kurt Betschart Bruno Risi      | Australie Brett Aitken Stephen Pate      | Australie B Stuart O'Grady Baden Cooke      |

## Femmes

### 500 m
| Date         | Lieu              | Vainqueur         | 2e                 | 3e                 |
| ------------ | ----------------- | ----------------- | ------------------ | ------------------ |
| mai 1997     | Cali              | Félicia Ballanger | Galina Enioukhina  | Daniela Larreal    |
| mai 1997     | Trexlertown       | Galina Enioukhina | Antonella Bellutti | Michelle Ferris    |
| mai 1997     | Fiorenzuola       | Félicia Ballanger | Antonella Bellutti | Michelle Ferris    |
| juin 1997    | Quartu Sant'Elena | Olga Grichina     | Daniela Larreal    | Antonella Bellutti |
| juillet 1997 | Athènes           | Félicia Ballanger | Antonella Bellutti | Olga Grichina      |
| août 1997    | Adélaïde          | Cuihua Jiang      | Michelle Ferris    | Antonella Bellutti |

### Vitesse individuelle
| Date         | Lieu              | Vainqueur         | 2e                | 3e              |
| ------------ | ----------------- | ----------------- | ----------------- | --------------- |
| mai 1997     | Cali              | Galina Enioukhina | Felicia Ballanger | Michelle Ferris |
| mai 1997     | Trexlertown       | Galina Enioukhina | Félicia Ballanger | Michelle Ferris |
| mai 1997     | Fiorenzuola       | Michelle Ferris   | Félicia Ballanger | Olga Grichina   |
| juin 1997    | Quartu Sant'Elena | Olga Grichina     | Kathrin Freitag   | Oksana Grichina |
| juillet 1997 | Athènes           | Félicia Ballanger | Oksana Grichina   | Olga Grichina   |
| août 1997    | Adélaïde          | Tanya Dubnicoff   | Lori-Ann Muenzer  | Jennie Reed     |

### Poursuite individuelle
| Date         | Lieu              | Vainqueur          | 2e                 | 3e                 |
| ------------ | ----------------- | ------------------ | ------------------ | ------------------ |
| mai 1997     | Cali              | Antonella Bellutti | Rasa Mazeikyte     | Rebecca Twigg      |
| mai 1997     | Trexlertown       | Rasa Mazeikyte     | Lucy Tyler-Sharman | Rebecca Twigg      |
| mai 1997     | Fiorenzuola       | Antonella Bellutti | Rasa Mazeikyte     | Lucy Tyler-Sharman |
| juin 1997    | Quartu Sant'Elena | Antonella Bellutti | Elena Tchalykh     | Yvonne McGregor    |
| juillet 1997 | Athènes           | Yvonne McGregor    | Antonella Bellutti | Judith Arndt       |
| août 1997    | Adélaïde          | Antonella Bellutti | Karen Kurreck      | Karen Barrow       |

### Course aux points
| Date         | Lieu              | Vainqueur           | 2e               | 3e                    |
| ------------ | ----------------- | ------------------- | ---------------- | --------------------- |
| mai 1997     | Cali              | Antonella Bellutti  | Madelin Jorge    | Nathalie Even-Lancien |
| mai 1997     | Trexlertown       | Ina-Yoko Teutenberg | Rita Razmaitė    | Ludmilla Gorojanskaja |
| mai 1997     | Fiorenzuola       | Elena Tchalykh      | Natalia Karimova | Daniela Larreal       |
| juin 1997    | Quartu Sant'Elena | Antonella Bellutti  | Natalia Karimova | Elena Tchalykh        |
| juillet 1997 | Athènes           | Antonella Bellutti  | Judith Arndt     | Michaela Brunngraber  |
| août 1997    | Adélaïde          | Wang Yan            | Nicole Reinhart  | Alessandra D'Ettorre  |